# Олаус Скарсем
Олаус Скарсем (на норвежки: Olaus Jair Skarsem) е норвежки футболист, атакуващ полузащитник, състезател на ЦСКА София.

## Кариера
Роден е в гр. Трондхайм. започва да тренира футбол в отбора на Гимсе, където прави първите си стъпки на зеленият терен. По-късно е част от школата на отборите на Мелхус и Астор ФК, преди през 2013 г. да стане част от гранда ФК Розенборг. Преминава през всички нива на школата, като дебютира за тима на Розенборг на 13 април 2016 г., при победата с 3-0 като гост над Афьорд ФК, в първия кръг за Купата по футбол на Норвегия.
Преотстъпен е на отбора на Ранхейм Фотбал за сезон 2019. Дебютира в официален мач за Ранхайм, срещу отбора на Тромсьо при загуба с 1-2 у дома, в първия кръг за сезон 2019/2020, а първия си гол в лигата бележи срещу Сарпсборг 08, на 19 май 2019 г., при победа с 3-1 като гост.
На 14 януари 2020 г. Скарсем подписва с тима на Кристиансун БК. През юли 2021 г. Скарсем се завръща в тима на Розенборг, като изиграва 60 официални мача и бележи 3 гола.

### ЦСКА София
На 10 януари 2024 г. Скарсем подписва с българския клуб ПФК ЦСКА (София). Дебютира в официален мач с тима на 18 февруари 2024 г., при победата с 3-0 над ПОФК Ботев (Враца).